# Sinicossus danieli
Sinicossus danieli är en fjärilsart som beskrevs av Clench 1958. Sinicossus danieli ingår i släktet Sinicossus och familjen träfjärilar. Inga underarter finns listade i Catalogue of Life.